# Kahin Gatari
Kahin Gatari (auch: Kafin Gatari, Kaifin Gatari, Kaihim Gatari, Kaihin Gatari, Karfin Gatari, Kayfin Gatari) ist ein Dorf in der Landgemeinde Ourafane in Niger.

## Geographie
Das Dorf befindet sich rund 18 Kilometer nordwestlich des Hauptorts Ourafane der gleichnamigen Landgemeinde, die zum Departement Tessaoua in der Region Maradi gehört. Weitere Siedlungen in der Umgebung von Kahin Gatari sind Guidan Gagéré im Nordwesten und Guidan Gobgé im Nordosten.
Es herrscht das Klima der Sahelzone vor, mit einer durchschnittlichen jährlichen Niederschlagsmenge zwischen 300 und 400 mm.

## Bevölkerung
Bei der Volkszählung 2012 hatte Kahin Gatari 2626 Einwohner, die in 312 Haushalten lebten. Bei der Volkszählung 2001 betrug die Einwohnerzahl 1370 in 168 Haushalten und bei der Volkszählung 1988 belief sich die Einwohnerzahl auf 1365 in 247 Haushalten.
Die Bevölkerungsdichte in diesem Gebiet ist mit 10 bis 20 Einwohnern je Quadratkilometer relativ gering. In Kahin Gatari wird die Sprache Hausa gesprochen.

## Wirtschaft und Infrastruktur
In Kahin Gatari wird ein Wochenmarkt abgehalten. Der Markttag ist Donnerstag. Der Markt wurde nach 1960, dem Jahr der staatlichen Unabhängigkeit Nigers, etabliert. Kahin Gatari liegt in einem Gebiet des Übergangs zwischen der Naturweidewirtschaft des Nordens und des Ackerbaus des Südens, was zu Landnutzungskonflikten führt.
Im Dorf ist ein Gesundheitszentrum des Typs Centre de Santé Intégré (CSI) vorhanden. Es gibt eine Schule. Als staatliche islamische Schule für Kinder wurde 2007 außerdem eine Medersa gegründet.